# بيورن ماير (لاعب كرة قدم)
بيورن ماير (بالهولندية: Bjorn Meijer)‏ هو لاعب كرة قدم هولندي، ولد في 18 مارس 2003.